# 1961 en Suisse
Chronologie de la Suisse
- 1957
- 1958
- 1959
- 1960
- 1961
- 1962
- 1963
- 1964
- 1965

Chronologie de la Suisse
1960 en Suisse - 1961 en Suisse - 1962 en Suisse

## Gouvernement au1erjanvier 1961
- Conseil fédéral[1]:
  - Friedrich Traugott Wahlen UDC, président de la Confédération
  - Paul Chaudet PRD, vice-président de la Confédération
  - Max Petitpierre PRD
  - Ludwig von Moos PDC,
  - Willy Spühler PSS
  - Jean Bourgknecht PDC
  - Hans Peter Tschudi PSS

## Évènements

### Janvier
Vendredi 6 janvier 
- La Suisse a été mandatée par les États-Unis pour assurer la représentation diplomatique de Washington à Cuba.

 Samedi 21 janvier 
- Avec les Grands Moulins de Cossonay (VD) comme partenaire, la Migros fonde Optigal SA, qui fournira des œufs aux éleveurs qui engraisseront les poussins.
- Décès à Paris, à l'âge de 73 ans, de l'écrivain suisse Blaise Cendrars.

### Février
Jeudi 9 février 
- Onze personnes perdent la vie dans l’incendie de l'hôtel de Rigi-Kaltbad (LU).
- Décès à Nice, à l’âge de 71 ans, du coureur cycliste Oscar Egg.

 Dimanche 10 février 
- Décès à Genève, à l’âge de 66 ans, du musicien Edmond Appia.

 Dimanche 19 février 
- Pour la troisième fois de son histoire, le HC Zurich devient champion de Suisse de hockey-sur-glace.

 Mardi 21 février 
- Huit cocktails Molotov sont lancés contre le consulat d'Espagne à Genève. L'attentat est attribué à un mouvement anarchiste.

### Mars
Mercredi 1er mars 
- Début des championnats du monde de hockey-sur-glace à Genève et Lausanne.

 Dimanche 5 mars 
- Votations fédérales. Le peuple approuve, par 644 797 oui (71,4 %) contre 257 847 non (28,6 %), l’article constitutionnel sur les installations de transport par conduites de combustibles ou de carburants liquides ou gazeux.
- Votations fédérales. Le peuple rejette, par 498 602 non (53,4 %) contre 434 245 oui (46,6 %), l’arrêté fédéral concernant le perception d'une taxe sur les carburants pour moteurs destinée à financer à titre complémentaire les routes nationales.
- Elections cantonales en Valais. Marcel Gard (PRD), Marius Lampert (PDC), Ernest von Roten (PDC), Marcel Gross (PDC) et Oscar Schnyder (PDC) sont élus au Conseil d’État lors du 1er tour de scrutin.

 Mardi 7 mars 
- Le conseiller fédéral Max Petitpierre annonce sa démission.

 Dimanche 12 mars 
- Pour la première fois, la paroi nord de l'Eiger est vaincue en hiver par une cordée de quatre alpinistes: les Allemands Toni Hiebeler, Anton Kinshofer, Andreas Mannhardts et l'Autrichien Walter Almberger.
- A Lausanne, le Canada devient champion du monde de hockey-sur-glace.

 Jeudi 23 mars 
- Le Conseil fédéral édicte un arrêté sur l’acquisition d’immeuble par des personnes domiciliées à l’étranger, visant à restreindre le nombre de résidences secondaires.

 Vendredi 31 mars 
- Le Conseil fédéral accorde le statut diplomatique aux représentants du Gouvernement algérien en exil qui participeront à la conférence d'Évian.

### Avril
Dimanche 9 avril 
- A l'appel de l'Union PTT, deux mille facteurs manifestent à Zurich contre leurs conditions de travail rendues. Les difficultés de recrutement du personnel les obligent à effectuer des heures supplémentaires qu'ils n'ont pas la possibilité de reprendre en congé.

 Dimanche 16 avril 
- La fusion des communes du Châtelard et des Planches pour former celle de Montreux (VD) est approuvée par les citoyens concernés.

 Lundi 17 avril 
- Le Conseil fédéral reconnaît l’indépendance de la Sierra Leone.

### Mai
Mardi 2 mai 
- Mise en service du premier studio de la Télévision de la Suisse italienne, aménagé dans un ancien dépôt de trams, à Lugano-Paradiso.

 Dimanche 7 mai 
- Elections cantonales à Neuchâtel. Gaston Clottu (PLS), Pierre-Auguste Leuba (PRD), Jean-Louis Barrelet (PRD) et Edmond Guinand (PPN) sont élus au Conseil d’État lors du 1er tour de scrutin.

 Mercredi 17 mai 
- Première édition de la Rose d'Or, festival international de télévision organisé à Montreux. L'émission Black and White Minstrel Show, de la BBC est couronnée comme meilleure émission de variétés.

### Juin
Jeudi 1er juin 
- Afin de limiter la surface viticole, les autorités valaisannes font déverser du désherbant par hélicoptère pour éliminer 23 hectares de vigne entre Martigny et Sion (VS).

 Mardi 6 juin 
- Décès à Küsnacht (ZH), dans sa 86e année, du psychiatre Carl Gustav Jung.
- Un torrent de boue et de pierres formé par l’Illgraben emporte le pont de la route cantonale à La Souste (VS). La route Sion-Brigue doit être fermée à la circulation.

 Jeudi 8 juin 
- Le Conseil national approuve l’achat de 100 avions de combat Mirage IIIRS.

 Dimanche 11 juin 
- Le Servette FC s’adjuge, pour la quatorzième fois de son histoire, le titre de champion de Suisse de football.

 Jeudi 15 juin 
- Hans Schaffner est élu au Conseil fédéral pour remplacer Max Petitpierre, démissionnaire.

 Mercredi 21 juin 
- L’Assemblée fédérale vote l’acquisition de 100 avions de combat Mirage IIIRS.
- Le Suisse Attilio Moresi remporte le Tour de Suisse cycliste.

### Juillet
Samedi 1er juillet 
- Mise en service des rames Trans-Europ-Express des CFF entre Paris et Milan, via Lausanne.

 Mercredi 5 juillet 
- Visite officielle d’Heinrich Lübke, président de la République fédérale d’Allemagne.

 Jeudi 6 juillet 
- Décès à Oschwand (BE), à l’âge de 93 ans, du peintre Cuno Amiet.

### Août
Mercredi 2 août 
- Un car de touristes américains tombe dans le lac des Quatre-Cantons, près d'Hergiswil, après une collision avec un camion. 16 passagers sont noyés, 22 peuvent être retirés des flots.

### Septembre
Dimanche 3 septembre 
- Le Belge Rik Van Looy remporte les Championnats du monde cycliste sur route à Berne.

 Lundi 11 septembre 
- Fondation du WWF à Zurich.

 Mardi 12 septembre 
- Le Conseil fédéral décide de remplacer provisoirement l’hymne national Ô Monts indépendants, qui a la même mélodie que le God Save the Queen britannique, par le Cantique suisse, d’Alberich Zwyssig.

 Vendredi 29 septembre 
- Inauguration du Barrage de la Grande-Dixence (VS).

### Octobre
Mercredi 18 octobre 
- Décès à Lausanne de l'ancien conseiller fédéral Rodolphe Rubattel.

 Dimanche 22 octobre 
- Votations fédérales. Le peuple rejette, par 409 445 non (70,6 %) contre 170 842 oui (29,4 %), l'initiative populaire « tendant à l'institution de l'initiative législative ».

 Vendredi 27 octobre 
- Le Conseil fédéral reconnaît l’indépendance du  Tanganyika.

### Novembre
Jeudi 2 novembre 
- Première, au Schauspielhaus de Zurich, d’Andorra, pièce de Max Frisch.

 Mardi 7 novembre 
- Manifestation de 10 000 militants anticommunistes à Berne, qui s’expriment en faveur des droits de l'homme, contre la terreur et la servitude.

 Samedi 11 novembre 
- Mise hors-service de la dernière ligne de tramways de Lucerne, remplacée le lendemain par des trolleybus.
- Grave pollution du Rhône provoquée par le déversement d'une cuve contenant des produits chimiques à l'usine Lonza, à Viège (VS).

 Vendredi 17 novembre 
- 35 000  paysans manifestent devant le Palais fédéral à Berne contre le dédain exprimé vis-à-vis des difficultés du monde agricole. La démonstration s’achève par des excès.

 Lundi 20 novembre 
- Décès à Pully (VD), à l’âge de 91 ans, de l’architecte Charles Bonjour, à qui l’on doit le Royal Hôtel à Lausanne et le Winter Palace à Gstaad (BE).

 Mardi 28 novembre 
- Inauguration des nouveaux studios de la Télévision suisse romande à Genève.

### Décembre
Dimanche 3 décembre 
- Votations fédérales. Le peuple approuve, par 443 483 oui (66,7 %) contre 221 379 non (33,3 %), l’arrêté fédéral concernant l'industrie horlogère suisse (Statut légal de l'horlogerie).
- Elections cantonales à Genève. Emile Dupont (Parti chrétien-social), Jean Treina (PSS), Charles Duchemin (PRD), René Helg (Parti national-démocrate)

André Ruffieux (Parti chrétien-social), André Chavanne (PSS) et François Peyrot (PLS) sont élus au Conseil d’État lors du 1er tour de scrutin.
- Elections cantonales à Fribourg. Paul Torche (PDC), José Python (PDC), Théodore Ayer (PDC), Claude Genoud (PRD) et Alphonse Roggo (PDC) sont élus au Conseil d’État lors du 1er tour de scrutin.

 Mercredi 6 décembre 
- Une collision de trains provoque un mort et 27 blessés à Allaman (VD).

 Mardi 12 décembre 
- Elections cantonales à Fribourg. Emile Zehnder (PRD) et Georges Ducotterd (UDC) sont élus tacitement au Conseil d’État.

 Vendredi 15 décembre 
- Le Conseil fédéral Friedrich Traugott Wahlen propose d’entamer des pourparlers avec la CEE en vue d’une association.